# 우에노성

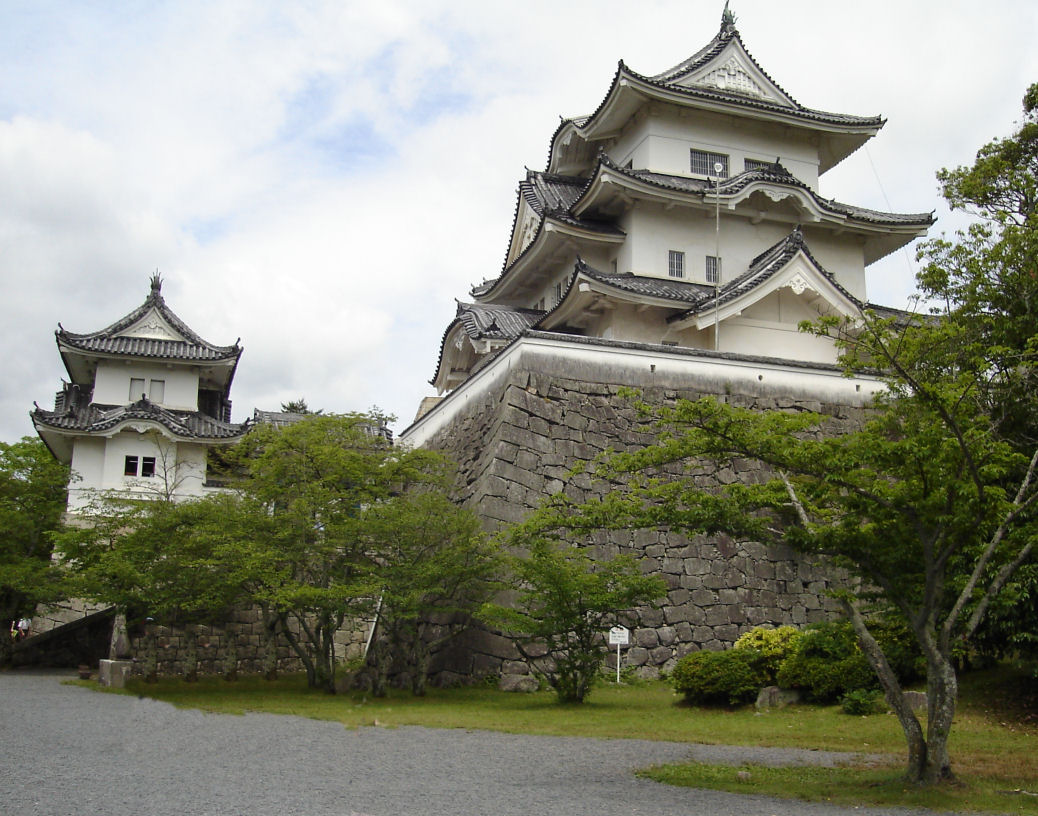
천수

우에노성(일본어: 上野城)은 미에현 이가시 우에노 마루노우치에 있는 제곽식 평산성이다. 하쿠호성(白鳳城), 이가우에노성(伊賀上野城)이라고도 불린다.

## 개요
우에노성은 우에노 분지 중앙에 있는 우에노 대지 북쪽 높이 180m 정도의 언덕위에 있다. 오다 노부나가의 2남 오다 노부카쓰의 가신이었던 다키가와 가쓰토시가 헤이라쿠지(平楽寺) 터에 성채를 세웠고, 그 후 1585년 쓰쓰이 사다쓰구에 의해 보수되어 사용되어 오다, 1611년 도쿠가와 이에야스의 명을 받은 도도 다카토라가 성을 확장 보수하였다. 하지만, 1615년 오사카 전투에서 이에야스와 대립하였던 도요토미 가문이 멸문되자, 확장공사는 중지되었다.
현재 성터 일대는 국가 사적에 지정되었고, 우에노 공원으로 정비되어 있다. 성터에는 이 지역 출신 마쓰오 바쇼를 기리는 하이세이덴(俳聖殿)과 바쇼 옹 기념관(芭蕉翁記念館)이 있는 것 이외에도 닌자 박물관과 지역 중의원을 지낸 가와사키 가쓰의 사재로 지어진 천수가 있는 이가 시의 관광명소 중 한 곳이다.